# Japan Soccer League Cup 1977
Der Japan Soccer League Cup 1977 war die zweite Ausgabe des Japan Soccer League Cup. Sieger des Wettbewerbs waren die Furukawa Electric.

## Ergebnisse

### Osten-A
| Pl. | Verein            | Sp. | S | U | N | Tore    | Diff. | Punkte |
| --- | ----------------- | --- | - | - | - | ------- | ----- | ------ |
| 1.  | Nippon Kokan      | 4   | 4 | 0 | 0 | 006:000 | +6    | 08     |
| 2.  | Furukawa Electric | 4   | 3 | 0 | 1 | 012:500 | +7    | 06     |
| 3.  | Hitachi           | 4   | 2 | 0 | 2 | 007:300 | +4    | 04     |
| 4.  | Fujitsu           | 4   | 1 | 0 | 3 | 003:100 | −7    | 02     |
| 5.  | Sumitomo Metals   | 4   | 0 | 0 | 4 | 001:110 | −10   | 0      |

### Osten-B
| Pl. | Verein                      | Sp. | S | U | N | Tore    | Diff. | Punkte |
| --- | --------------------------- | --- | - | - | - | ------- | ----- | ------ |
| 1.  | Fujita Industries           | 4   | 4 | 0 | 0 | 010:000 | +10   | 08     |
| 2.  | Mitsubishi Heavy Industries | 4   | 3 | 0 | 1 | 009:500 | +4    | 06     |
| 3.  | Kofu SC                     | 4   | 1 | 1 | 2 | 002:400 | −2    | 03     |
| 4.  | Nissan Motors               | 4   | 1 | 0 | 3 | 005:700 | −2    | 02     |
| 5.  | Yomiuri                     | 4   | 0 | 1 | 3 | 002:150 | −13   | 01     |

### Westen-A
| Pl. | Verein                | Sp. | S | U | N | Tore    | Diff. | Punkte |
| --- | --------------------- | --- | - | - | - | ------- | ----- | ------ |
| 1.  | Yanmar Diesel         | 3   | 3 | 0 | 0 | 008:200 | +6    | 06     |
| 2.  | Kyoto Shiko Club      | 3   | 1 | 1 | 1 | 004:600 | −2    | 03     |
| 3.  | Tanabe Pharmaceutical | 3   | 0 | 2 | 1 | 003:400 | −1    | 02     |
| 4.  | Toyota Motors         | 3   | 0 | 1 | 2 | 002:500 | −3    | 01     |

### Westen-B
| Pl. | Verein           | Sp. | S | U | N | Tore    | Diff. | Punkte |
| --- | ---------------- | --- | - | - | - | ------- | ----- | ------ |
| 1.  | Nippon Steel     | 4   | 2 | 2 | 0 | 007:300 | +4    | 06     |
| 2.  | Honda Motors     | 4   | 2 | 1 | 1 | 007:600 | +1    | 05     |
| 3.  | Yanmar Club      | 4   | 2 | 0 | 2 | 007:700 | ±0    | 04     |
| 4.  | Toyo Industries  | 4   | 1 | 1 | 2 | 004:600 | −2    | 03     |
| 5.  | Teijin Matsuyama | 4   | 1 | 0 | 3 | 005:800 | −3    | 02     |

### Viertelfinale
|                             | Ergebnis |                  |
| --------------------------- | -------- | ---------------- |
| Nippon Kokan                | 0:2      | Honda Motors     |
| Mitsubishi Heavy Industries | 0:1      | Yanmar Diesel    |
| Fujita Industries           | 4:0      | Kyoto Shiko Club |
| Furukawa Electric           | 2:0      | Nippon Steel     |

### Halbfinale
|                   | Ergebnis |                   |
| ----------------- | -------- | ----------------- |
| Honda Motors      | 2:3      | Yanmar Diesel     |
| Fujita Industries | 1:2      | Furukawa Electric |

### Finale
|               | Ergebnis |                   |
| ------------- | -------- | ----------------- |
| Yanmar Diesel | 0:4      | Furukawa Electric |